# 野浜たまこ
野浜 たまこ（のはま たまこ、11月29日 - ）は、日本の女性声優。旧名：笹川 麗子（ささがわ れいこ）。京都府出身。

## 経歴
2009年3月まで東京俳優生活協同組合に所属。同年11月から2011年3月までアクセントに所属。
俳協ボイスアクターズスタジオ第25期生。

## 出演

### テレビアニメ
2007年
- キスダム -ENGAGE planet-（シャロン）
- この青空に約束を― 〜ようこそつぐみ寮へ〜（藤村幸子、紀子、マリコ）

2008年
- 地獄少女 三鼎（北山明）
- 純情ロマンチカ2（先生の母）

2009年
- クラスメイトはモンキー
- マリア様がみてる 4thシーズン（英恵）

2010年
- SDガンダム三国伝 Brave Battle Warriors（母親、村人、女官）
- キャンプ・ラズロ
- 海月姫（猿渡副主任、修（子供時代））
- 屍鬼（矢野加奈美、安森淳子）
- GIANT KILLING（テッタ、子供）
- 世紀末オカルト学院（岡本の妻）
- ぬらりひょんの孫（仲居）
- ひだまりスケッチ×☆☆☆（おばちゃん）
- FAIRY TAIL（ベルノ）

2011年
- ドラゴンクライシス!

2017年
- 地獄少女 宵伽（北山明）

### 劇場アニメ
- 豆富小僧（鳴屋4）

### ゲーム
- フラン3 緋蒼び幻想曲（リヴレ）
- フラン3 外伝（リヴレ）
- ドラゴンズ オデッセイ フラン（リヴレ）
- STAR OCEAN THE SECOND STORY R（2023年）

### 吹き替え
- アルフ ファイナル・スペシャル
- アルマゲドン2010（ケイト）
- 運命のボタン
- キャッスル 〜ミステリー作家は事件がお好き
- 救命医ハンク セレブ診療ファイル
- ゴシップガール
- CSI:9 科学捜査班 #5
- CSI:マイアミ5 #16
- CSI:マイアミ7 #15
- CSI:マイアミ8
- ジェリコ 〜閉ざされた街〜
- スパルタカス
- TEKKEN -鉄拳-（アンナ・ウィリアムズ、カーラ）
- NINE（ステファニー/ケイト・ハドソン）
- ニンジャ・チアリーダー（コートニー）
- ねずみの騎士デスペローの物語（ミグ）
- 弁護士イーライのふしぎな日常
- メントーズ 世界の偉人からのメッセージ
- ユーリカ 〜事件です!カーター保安官〜
- ラッキー・ガール